# Gouvernail
Le gouvernail est un dispositif mobile destiné au contrôle directionnel d'un bateau et plus généralement de tout engin se déplaçant sur ou dans l'eau.
Au XIXe siècle et au début du XXe siècle, pour les aéronefs on parlait de « gouvernail de direction » et de « gouvernail de profondeur », mais le terme utilisé de nos jours est « gouvernes », cet article ne traite donc que du gouvernail des bateaux.

## Histoire

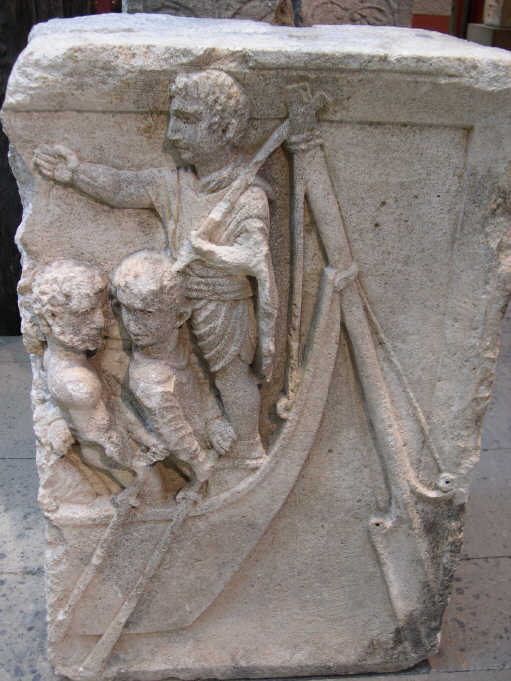
Représentation du gouvernail sur un bateau romain datant du premier siècle.

Les embarcations maritimes de l'Antiquité, même les plus importantes, étaient équipées de deux rames, l'une à bâbord, l'autre à tribord, fixées de façon que leur extrémité plonge dans l'eau en arrière de la poupe. Cette technique est concurrencée à partir du Xe siècle par une autre, qui consiste à n'utiliser qu'un seul aviron latéral, fixé en général à tribord. C'est notamment le cas des navires nordiques (les drakkars, knörrs, snekkars) de l'époque des vikings. En norrois et en anglais c'est l'emplacement du gouvernail qui a servi à nommer les côtés du navire : tribord (steuerbord – altéré en starbord en anglais) signifie « côté du gouvernail » tandis que portside (littéralement le côté du port, bâbord en français) est le côté privilégié pour la mise à quai, le gouvernail latéral ne risquant pas de dommages dans un contact avec le quai, l'estacade ou le fond de l'eau.
Le gouvernail d'étambot, monté sur un axe vertical, dans l'axe du navire, apparaît dans les villes hanséatiques de la Baltique, au XIIIe siècle, conséquence des croisades, ayant familiarisé l'occident avec le monde arabe ayant lui-même emprunté cette technique, ainsi que celle de la boussole, à la Chine où son utilisation est avérée depuis des millénaires, retrouvant son modèle y compris sur des objets funéraires, telle que la maquette en terre cuite exhumée à Canton, d'un bateau de la dynastie des Han de l'Est (de 25 à 220 apr. J.-C.).

## Description

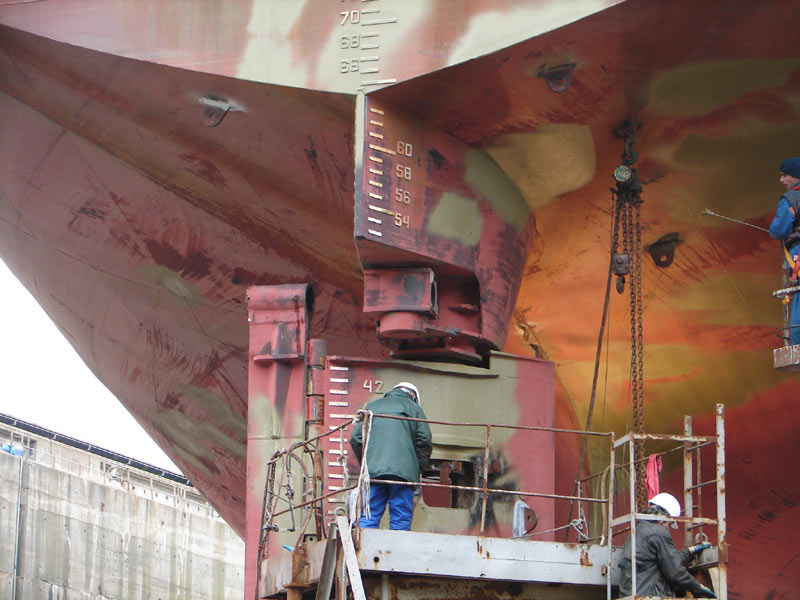
Arrêt technique, démontage du gouvernail d'un navire (type Becker).

Le gouvernail est un ensemble constitué par :
- une surface immergée appelée « safran » pouvant générer une force latérale, généralement mobile en rotation autour d'un axe sensiblement vertical ;
- un prolongement hors de l'eau servant au contrôle en rotation du safran : la mèche de gouvernail (axe physique), la partie haute d'un safran extérieur ;
- un levier de commande :  actionné manuellement (barre franche) ou mécaniquement par des câbles ou des vérins (palonnier).

Sur un bateau équipé d’un ou plusieurs moteurs, le safran de chaque gouvernail est souvent placé de façon à recevoir le flux d’eau généré par l'hélice, ce qui augmente son efficacité. Il existe cependant des exceptions, notamment les voiliers monocoques bi-safrans.
La « souris-chauve » est la partie la plus élevée de la ferrure du gouvernail s'étendant en ailes, tribord et bâbord de l'étambot. Selon Littré, il est préférable de dire une chauve-souris.

### Profil du safran
Un safran peut être une simple lame, sur des bateaux rudimentaires. Cependant on trouve souvent des safrans profilés, au bord d'attaque plus ou moins arrondi et au bord de fuite aminci, dans le but d'améliorer la portance et le passage dans l'eau.

### Compensation
Le gouvernail peut être « compensé » pour diminuer les efforts de contrôle ; dans ce cas le safran se prolonge en avant de son axe de rotation.
Le taux de compensation est de l'ordre de 17 à 22 % ; au-delà il risque d'y avoir une sur-compensation (la résultante des efforts passe en avant de l'axe de rotation).

### Fixation du gouvernail à la coque

Système d'articulation d'un gouvernail d'étambot d'un navire du Moyen Âge, apparu en Europe du Nord au début du XIIe siècle. 1 : Safran ; 2 : Aiguillot (Mèche) ; 3 : Fémelot ; 4 : Étambot ; 5 : Bordages

On trouve différents modes de fixation :
- sur deux points. La mèche tourne en partie haute dans un tube (la jaumière), et en partie basse dans la crapaudine, pièce femelle fixée sur le talon (prolongement de la quille) ;
- suspendu en porte à faux, auquel cas la mèche qui n'est pas tenue en partie basse travaille en flexion ;
- sans mèche, directement au tableau arrière (dériveurs, petits voiliers) ou à l'étambot. Le safran est prolongé hors de l'eau et pivote sur des ferrures mâles et femelles appelées aiguillots et fémelots.

### Commande

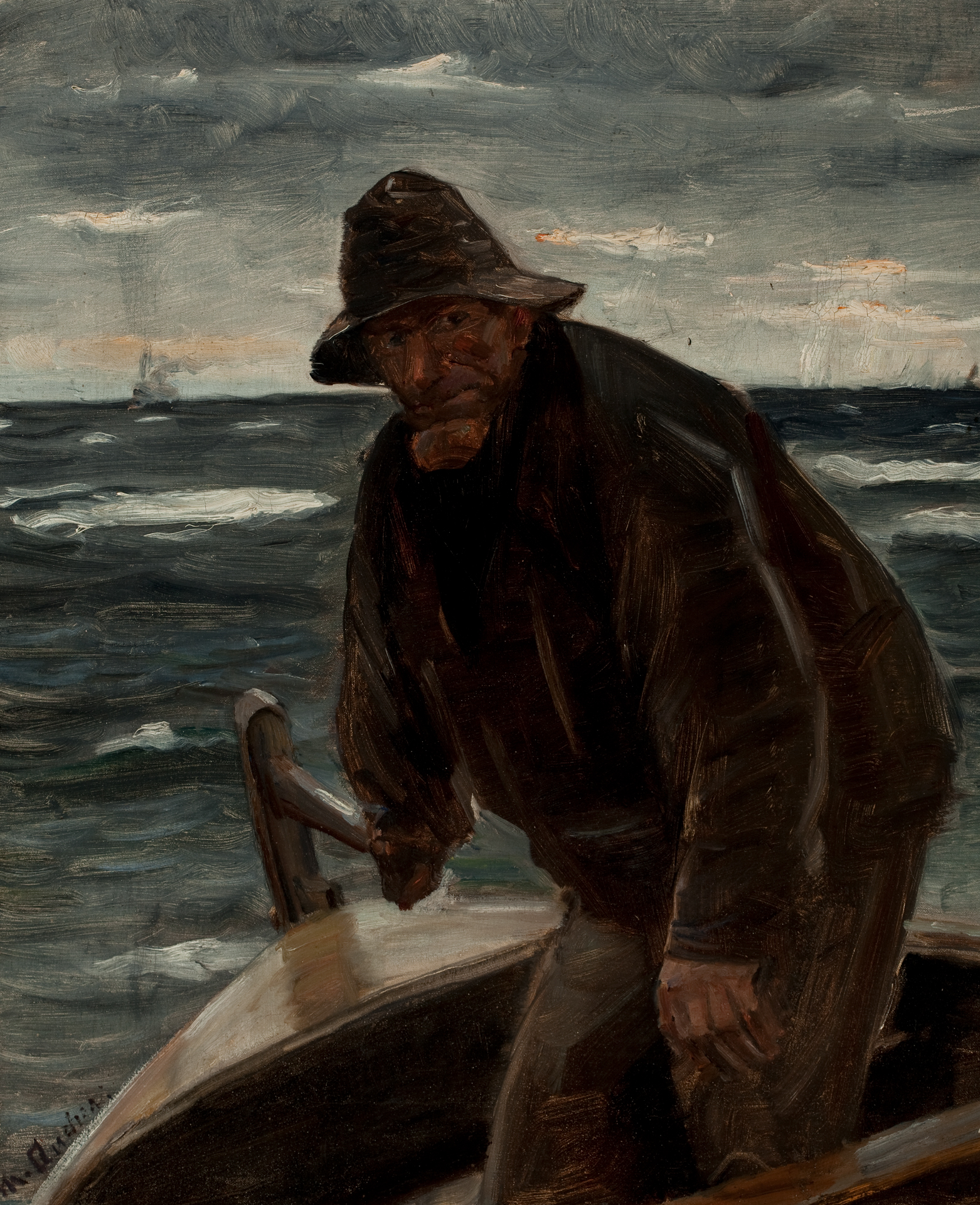
À la barre, par Michael Ancher, 1904.

La commande peut être manuelle (barre, stick), à câbles, à chaîne, par vérin électrique/hydraulique, à distance...
Le gouvernail latéral des navires romains, puis vikings, se manœuvrait avec un long manche placé à angle droit du plan de la pale. Par la suite, avec l'apparition du gouvernail d'étambot, la manœuvre se fit par une grande pièce de bois, la barre franche, directement fixée sur la tête du safran. Celle-ci est toujours en usage sur les petits voiliers de plaisance et certains amateurs la préfèrent à la barre à roue, car elle transmet directement au barreur aguerri des informations sur l'équilibre vélique de son bateau.
À partir d'une certaine taille, toutefois la barre à roue s'avère nécessaire, ainsi le Pen Duick III de Tabarly, (18 mètres et 13 tonnes) est à la limite haute de l'emploi d'une barre franche, et exige à la fois de bons réglages d'équilibre sous voile... et un barreur à la carrure athlétique.
Les cotres-pilotes du Havre ou les smacks (bateaux de pêche à l'huître) de Colchester, qui sont les ancêtres directs des premiers yachts à voile étaient menés en équipage très réduit : pour barrer par fort vent des palans étaient frappés (crochés) sur l'extrémité de la barre, permettant de confier celle-ci à un mousse, avec sa musculature d'adolescent.
Sur les voiliers ultra-légers où l'équipage doit équilibrer le bateau avec son poids, comme le Laser, la barre franche est munie d'une prolongation (le stick) articulée  sur un cardan en caoutchouc, permettant au barreur de sortir le buste et les cuisses à l'extérieur de la coque en faisant du rappel. Sur les dériveurs et catamarans de sport équipés d'un double  trapèze, on trouve des sticks spécialement longs, voire télescopiques, pour permettre au barreur de se porter entièrement en dehors de la coque.
Avec l'augmentation de la taille et du poids des navires océaniques (les caravelles et les galions de la Renaissance), la barre franche devint ingérable pour la musculature des timoniers. Ce fut d'abord une démultiplication avec un système de levier vertical traversant le pont de la dunette, la manuelle, qui fut utilisée, avant que l'on en vienne à la classique roue de gouvernail, munie de poignées (les mancherons) qui entraînait un tambour à axe horizontal où s'enroulaient les drosses, des cordages, puis des chaînes, reliées à la barre franche, offrant ainsi une bonne démultiplication.
La taille des navires augmentant toujours avec l'apparition des clippers, puis des grands voiliers en fer, le système de commande du gouvernail bénéficia des progrès de l'usinage et de la mécanique : sur les voiliers d'après 1880, l'appareil à gouverner (qui comportait toujours la classique roue à mancherons) était un système de vis sans fin et d'engrenages (très surdimensionnés pour raisons de sécurité) enfermé dans une sorte de gros cercueil implanté directement à la verticale de la mèche de safran.
La barre franche avait donc cessé d'exister, remplacée par un engrenage claveté sur la mèche de safran.
Jusqu'à la fin du XIXe siècle, on commandait « barre à tribord » ou « tribord toute ! » pour faire évoluer vers bâbord l'avant du navire, par référence à la position de la barre franche (devenue virtuelle). L'abandon de cet usage, avec les derniers grands voiliers et les vapeurs provoqua quelques confusions, incidents et accidents. Depuis lors, les ordres de barre en français utilisent les termes « à gauche » ou « à droite » selon la direction vers laquelle il faut faire tourner le navire, « bâbord » et « tribord » restant utilisés dans les autres cas (par exemple pour un gisement le navigateur indiquant « les feux à deux quarts tribord devant, c'est l'entrée de Saint-Malo »).
Avec l'avènement des navires à vapeur, la roue de gouvernail fut déplacée vers la passerelle, nouveau centre névralgique du navire, d'abord avec un système de longues drosses en chaîne courant dans des gouttières, puis avec des vérins à vapeur (comme le système Bossière), des servomoteurs hydrauliques ou électro-hydrauliques. Sur les grands navires, un ou plusieurs postes de barre manuels de secours (en général disposés à proximité du gouvernail) étaient installés pour parer aux avaries du servomoteur de barre.
Par la suite, avec l'automatisation croissante des navires modernes, en général munis d'un pilote automatique (comme ceux manufacturés par la firme Sperry), le pilotage du navire en mode manuel se fait le plus souvent en agissant sur un joystick,ou un dispositif similaire, implanté sur la console du pilote automatique.
D'autres navires, comme les anciens dragueurs de mines américains rétrocédés à la France après la seconde Guerre Mondiale, se barraient avec une simple manette verticale sur laquelle le timonier agissait en donnant une ou plusieurs impulsions, chaque impulsion correspondant à un certain nombre de degrés d'angle pour la pale du safran.
Les canots hors-bord peuvent être manœuvrés à la barre franche (avec une poignée d'accélérateur tournante façon moto incorporée dessus) ou avec un volant de direction de type automobile et une transmission par câbles (années 1960) ou hydraulique(époque contemporaine). Leur réponse à une action de barre est en général très vive et directe car c'est le jet de l'hélice qui pivote d'un coup.
Sur les embarcations à avirons (les périssoires de course avec barreur) ou les yoles de mer le barreur doit faire face à l'avant (à la fois pour surveiller sa route et pour cadencer les rameurs). On utilise alors une barre transversale montée sur le gouvernail et munie de deux filins spéciaux (les tire-veille) tenus en main par le barreur.
Dans la propulsion à la godille, le godilleur corrige les écarts de direction en appuyant plus ou moins fort sur un bord quand la pale de son aviron décrit un « 8 » dans l'eau.

## Types de gouvernails
Gouvernail mobile à volet
Un safran de gouvernail présente un profil généralement symétrique, non cambré, à la différence d'une aile d'avion. Il existe des gouvernails dont le safran comporte un volet mobile (ou « flap ») articulé à son extrémité arrière, permettant d'en augmenter la cambrure et donc l'efficacité (gouvernail type Becker).
Gouvernail fixe à volet
Dans le cas d'une propulsion par pods, si l'embase est fixe, le contrôle de direction est obtenu par un volet servant de safran installé au bord de fuite de l'embase. Dans ce cas l'hélice est forcément en amont (à l'avant) de la nacelle (pod). Quand le pod est pivotant (poussée vectorielle), il n'y a pas besoin de gouvernail.
Gouvernail de profondeur
Les sous-marins présentent en plus du gouvernail directionnel classique des gouvernails à axe horizontal servant à contrôler la trajectoire dans le plan vertical.
Gouvernail actif
Il existe des gouvernails portant un petit moteur et une hélice (très rare). Il existe un gouvernail muni d'un rotor sur le bord d'attaque des filets d'eau. Ce rotor permet d'éviter le décollement des filets d'eau lors des grands angles de barre.
Gouvernail à porte
Ce système remplace le gouvernail central classique par une lame de gouvernail fixée de chaque côté de l'hélice, ce type de gouvernail augmenterait la poussée tout en diminuant la traînée.

### Gouvernail d'étrave
L'emplacement normal et logique du ou des gouvernail(s) sur un navire est à l'arrière, parfois installés derrière la ou les hélice(s) pour augmenter la maniabilité du navire. Sur certains remorqueurs (Cf le Saint Gilles, préservé au musée maritime de La Rochelle), le gouvernail est même une tuyère orientable , type Kort  qui est prolongée par une pale classique.
Cependant il est arrivé (avant la généralisation des propulseurs d'étrave, bien plus efficaces) qu'un gouvernail soit installé à l'avant de certains navires spécialisés comme les traversiers et car ferries de la Manche (lignes Calais-Douvres, Dieppe-Newhaven , Boulogne-Folkestone. Ostende-Ramsgate, etc.).
Dans les années 40 et 50 des ports fréquentés de la Manche, comme Dieppe, étaient de longs et étroits estuaires, protégés par des estacades, et n'avaient pas d'avant-port.
Les navires traversiers n'avaient pas assez de place dans les bassins pour  faire un demi-tour par leurs propres moyens et le coûteux recours à des remorqueurs était exclu. La plupart des trans-Manche de l'époque, comme le TS Falaise   étaient donc équipés d'un gouvernail situé dans un cadre de protection au niveau du pied de l'étrave. Les entrées ou les sorties de port se faisaient donc à vitesse réduite en marche arrière, le bateau étant dirigé par son gouvernail d'étrave. En navigation au large il était bloqué dans l'axe par une solide clavette de verrouillage. Des chalutiers anglais de type "drifter" étaient aussi équipés de ce type de gouvernail pour compenser la dissymétrie due à la traction latérale des filets sur ces bateaux de pêche classique , avant la généralisation des "pêche arrière" équipés d'un portique de chalutage.

## Pilote automatique
Pour conserver la direction d'un bateau par rapport à un cap (navire à moteur ou voilier) ou par rapport au vent (voilier), le pilote automatique peut être : 
- motorisé, à consigne de cap ou d'allure, la commande du gouvernail étant effectuée par vérin électrique ou hydraulique ;
- non motorisé, à consigne d'allure (par rapport à la direction du vent), utilisé sur les voiliers : c'est la « girouette automatique » ou « régulateur d'allure ». Dans ce cas un « aérien » (le capteur de direction du vent apparent) contrôle la direction de plusieurs façons :
  - en orientant le gouvernail, ce qui demande une puissance d'aérien assez forte (girouette classique de grande surface ou bien girouette pivotant sur un axe proche de l'horizontale) et de préférence un gouvernail demandant peu d'effort de commande (safran compensé) ;
  - en orientant un volet (à faible effort de commande) placé au bord de fuite du gouvernail qui oriente à son tour le gouvernail. Dans ce cas le volet de bord de fuite agit en sens inverse du gouvernail ;
  - en orientant une pelle immergée dont le débattement latéral (pendulaire) commande le gouvernail du bateau ;
  - en agissant sur un gouvernail supplémentaire, le gouvernail principal étant bloqué.